# Audi A5
Az Audi A5 a német Audi AG által készített 2+2 üléses alumínium karosszériás kupé és kabrió. A típus kupé, kabrió és sportback változatban készül. Az autó formatervét Walter Da’ Silva spanyol származású formatervező jegyzi, az A5 is megkapta az általa kitalált „Singleframe”-hűtőmaszkot. Az A5 sokban hasonlít az A4-re, mind kívül mind belül.
2024. július 16-án debütált az új Audi A5, amely az eddigi két generációtól eltérően az A4 modellsorozat helyett lesz a későbbiekben, négyajtós szedán és kombi kivitelben.

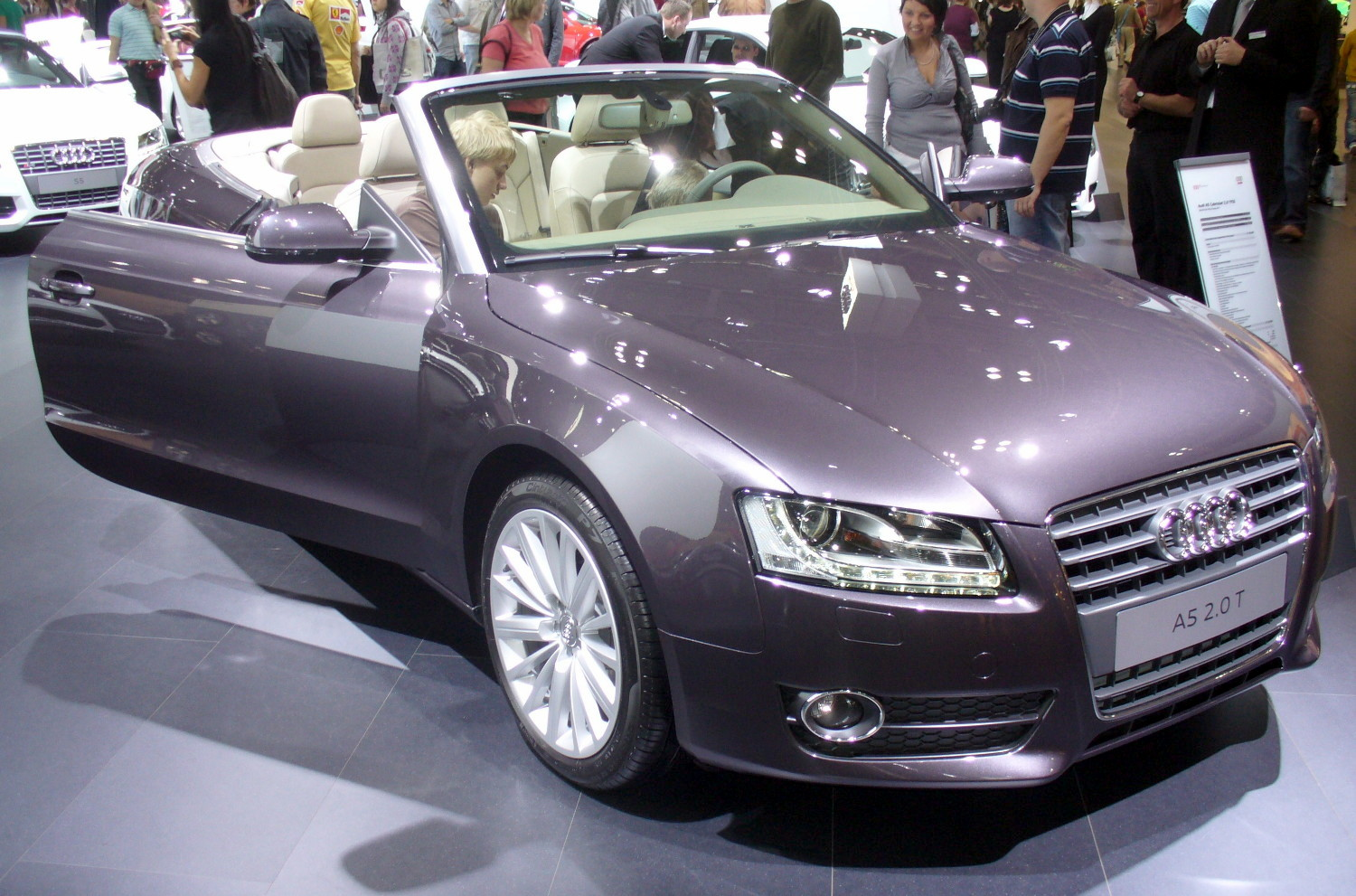
Audi A5 kabrió

## Motorok
- 1.8 TFSI
- 2.0 TDI (DPF)
- 2.0 TFSI (132 KW) Multitronic váltóval
- 2.0 TFSI (155 KW)
- 2.0 TFSI (155 KW) Multitronic váltóval
- 2.0 TFSI (155 KW) quattro hajtás, Multitronic váltó
- 3.2 FSI V6-os, Multitronic váltóval
- 2.7 TDI V6-os
- 3.0 TDI quattro hajtás, S-tronic váltó

## Változatok

### Audi A5 Sportback
Az A5 ötajtós változata hosszabb tengelytávval és praktikus csomagtérrel.